# Anamur
Anamur este un oraș din Turcia.